# Championnat d'Argentine de football 1938
Navigation
Saison précédente Saison suivante
La saison 1938 du Championnat d'Argentine de football est la 8e édition professionnelle de la première division argentine. Le championnat rassemble les 18 meilleures équipes du pays au sein d'une poule unique, où chaque club rencontre tous ses adversaires deux fois. Les deux derniers du classement sont relégués en fin de saison et remplacés par les trois premiers du championnat de Segunda División.
C'est le club du Independiente, champion d'Argentine en titre, qui termine en tête du championnat et remporte le 3e titre de champion d'Argentine de son histoire.

## Les 17 clubs participants
| \| Buenos Aires La Plata \| Villes représentées lors de la saison 1938 |
| Buenos Aires La Plata                                                  |

- Boca Juniors
- San Lorenzo de Almagro
- Estudiantes (La Plata)
- River Plate
- Racing Club
- Independiente
- Chacarita Juniors
- Lanús
- Tigre
- Huracán
- Velez Sarsfield
- Ferro Carril Oeste
- Talleres (Remedios de Escalada)
- Gimnasia y Esgrima (La Plata)
- Platense
- Atlanta
- Almagro - Promu de Segunda División

## Compétition

### Classement
Le classement est établi en utilisant le barème suivant :
- Victoire : 2 points
- Match nul : 1 point
- Défaite, forfait ou abandon : 0 point

| Rang | Équipe                          | Pts | J  | G  | N | P  | Bp  | Bc  | Diff |
| ---- | ------------------------------- | --- | -- | -- | - | -- | --- | --- | ---- |
| 1    | Independiente                   | 53  | 32 | 25 | 3 | 4  | 115 | 37  | +78  |
| 2    | River Plate T                   | 51  | 32 | 23 | 5 | 4  | 105 | 49  | +56  |
| 3    | San Lorenzo de Almagro          | 43  | 32 | 18 | 7 | 7  | 87  | 67  | +20  |
| 4    | Racing Club                     | 39  | 32 | 16 | 7 | 9  | 102 | 63  | +39  |
| 5    | Boca Juniors                    | 35  | 32 | 13 | 9 | 10 | 66  | 53  | +13  |
| 6    | Gimnasia y Esgrima (La Plata)   | 35  | 32 | 15 | 5 | 12 | 83  | 69  | +14  |
| 7    | Estudiantes (La Plata)          | 35  | 32 | 16 | 3 | 13 | 70  | 77  | -7   |
| 8    | Huracán                         | 31  | 32 | 14 | 3 | 15 | 85  | 89  | -4   |
| 9    | Atlanta                         | 28  | 32 | 12 | 4 | 16 | 61  | 70  | -9   |
| 10   | Vélez Sársfield                 | 27  | 32 | 11 | 5 | 16 | 78  | 85  | -7   |
| 11   | Platense                        | 26  | 32 | 10 | 6 | 16 | 84  | 100 | -16  |
| 12   | Ferro Carril Oeste              | 26  | 32 | 9  | 8 | 15 | 68  | 89  | -21  |
| 13   | Tigre                           | 26  | 32 | 11 | 4 | 17 | 71  | 102 | -31  |
| 14   | Lanús                           | 25  | 32 | 8  | 9 | 15 | 75  | 95  | -20  |
| 15   | Chacarita Juniors               | 25  | 32 | 10 | 5 | 17 | 66  | 92  | -26  |
| 16   | Almagro P                       | 21  | 32 | 8  | 5 | 19 | 63  | 94  | -31  |
| 17   | Talleres (Remedios de Escalada) | 18  | 32 | 6  | 6 | 20 | 55  | 103 | -48  |

|  | Champion d'Argentine 1938                         |
|  | Relégation en Segunda División                    |
|  | T : Tenant du titre P : Promu de Segunda División |

## Bilan de la saison
| Tableau d'Honneur                   |               |
| Compétition                         | Vainqueur     |
| Championnat d'Argentine de football | Independiente |

| Promotions et relégations    |                                                                  |
| Promus en Primera Division   | Argentino de Quilmes Rosario Central Newell's Old Boys (Rosario) |
| Relégués en Segunda Division | Almagro Talleres (Remedios de Escalada)                          |